# ماراسموس

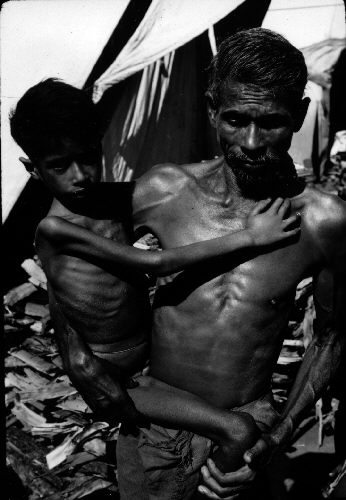
کودکی مبتلا به ماراسموس در هند.

ماراسموس یک نوع وخیم سوءتغذیهٔ حاصل از کمبود پروتئین و کالری است. افراد مبتلا به ماراسموس دچار لاغری شدید هستند؛ به طوری که ممکن است وزن آن‌ها به کمتر از 80% وزن طبیعی برسد.
ماراسموس، بر خلاف کواشیورکور که در کودکان بالای یک سال و نیم دیده می‌شود، بین سنین ۶ ماه تا دو سال شایع است. در صورت سوءتغذیهٔ شدید، این دو بیماری می‌توانند هم‌زمان بروز کنند.

## دلیل بیماری
به طور کلی کمبود مواد غذایی، خصوصاً پروتئین و کالری موجب ماراسموس می‌شود. در واقع، هنگامی که بدن به میزان کالری و مواد مورد نیاز خود دست‌رسی نداشته باشد، متابولیسم آن دچار اختلال شده، و تمام مواد غذایی ذخیره شده در بافت‌ها (به خصوص بافت‌های ماهیچه‌ای) به منظور بقا مصرف می‌گردد. تفاوت اصلی بین ماراسموس و کواشیورکور در این است که ماراسموس نتیجهٔ تطابق بدن با گرسنگی است، در حالی که کواشیورکور حاصل عدم تطابق با گرسنگی است.
ماراسموس عمدتاً در کشورهای دچار فقر و قحطی دیده می‌شود. با این وجود، برخی از بیماری‌های نادر ژنتیکی مختل‌کنندهٔ جذب مواد غذایی نیز می‌توانند موجب بروز ماراسموس شوند.

## علایم
بارزترین نشانهٔ ماراسموس لاغری شدید و کاهش بافت‌های ماهیچه‌ای و وزن است؛ و این در حالی است که رشد استخوان‌ها و قد ادامه دارد. برخلاف کواشیورکور، در ماراسموس ورم دیده نمی‌شود، و استخوان‌ها کاملاً از زیر پوست دیده می‌شوند. ماهیچه و چربی‌ها در قسمت‌هایی از بدن که معمولاً جمع می‌شوند کاملاً از بین می‌روند. پوست نیز چربی خود را از دست داده، و خشک و دارای چروک می‌شود. یکی از دیگر تفاوت‌های ماراسموس و کواشیورکور در این است که افراد مبتلا به ماراسموس به شدت احساس گرسنگی می‌کنند، در حالی که بی‌اشتهایی از علایم کواشیورکور است.
ضربان قلب، فشار خون، متابولیسم و حرارت بدن کاهش می‌یابند. کاهش ظرفیت معده و ضعف شدید از دیگر علایم ماراسموس هستند. این بیماران به علت کاهش ایمنی بدن نسبت به عفونت‌ها نیز حساس می‌شوند و ممکن است حتی در مقابل بیماری‌هایی ساده چون سرماخوردگی نیز دوام نیاورند. تأثیر ماراسموس بر عقب‌ماندگی ذهنی در حال حاضر ثابت نشده است.

## درمان
درمان ماراسموس، همچون کواشیورکور، بر اساس الگوی سازمان جهانی بهداشت انجام می‌گیرد. علاوه بر رژیم غذایی مناسب، مبارزه با کاهش آب بدن و عفونت‌های ناشی از سیستم دفاعی ضعیف نقش مهمی در بهبودی دارند.
از آن‌جا که افراد مبتلا به ماراسموس چربی پوست خود را از دست می‌دهند، دمای بدن آن‌ها باید تحت نظر باشد. کنترل میزان قند خون نیز ضروری است. برای افزایش ایمنی بدن، اغلب از آنتی‌بیوتیک استفاده می‌شود.
برای درمان کم‌آبی بدن، اغلب از تزریق مایعات از راه ورید به عنوان مکمل استفاده می‌گردد، چرا که نوشیدن همهٔ آن برای کودکی دچار سوءتغذیه شدید است کاملاً بی‌خطر نیست، زیرا کارایی قلب آن کمتر از حد طبیعی می‌باشد. میزان دفع مایعات و غلظت آمونیاک در ادرار نیز باید تحت نظر باشد.
درصورتی که بیماری خیلی پیشرفته باشد، بدن توانایی جذب یا سنتز برخی از پروتئین‌ها را از دست می‌دهد. در این شرایط، خوراندن پروتئین به بیمار بیهوده است.